# ريان كوندال
ريان جيه كوندال (بالإنجليزية: Ryan J. Condal؛ مواليد 1979/1980) هو مخرج أمريكي للمسلسل التلفزيوني آل التنين (2022–الآن)، وهو سابقة للمسلسل التلفزيوني صراع العروش (2011–2019). قام بإنشاء آل التنين مع جورج ر. ر. مارتن.
في العقد الأول من القرن الحادي والعشرين، كان كوندال وكارلتون كيس مخرجين وصناع العمل للمسلسل التلفزيوني المستعمرة (2016–2018). كان كوندال أيضًا كاتب سيناريو لأفلام هرقل (2014) ورامبيج (2018).

## وصلات خارجية
```
* 
ريان كوندال
 على موقع 
IMDb
 (الإنجليزية)
```

- ريان كوندال على موقع قاعدة بيانات الفيلم (الإنجليزية)